# Spektrum (funktionalanalys)
Inom funktionalanalysen är spektrumet för en operator en generalisering av egenvärdesbegreppet, som är mycket mer användbar i fallet med oändligt-dimensionella rum. Till exempel saknar heltalsskiftoperatorn på Hilbertrummet {\displaystyle \ell ^{2}(\mathbb {Z} )} egenvärden, men det gäller allmänt att en begränsad linjär operator på ett komplext Banachrum har icke-tomt spektrum.

## Definition
Låt {\displaystyle X} vara ett komplext Banachrum. Då är spektrumet för en begränsad linjär operator {\displaystyle T:X\rightarrow X}en delmängd av de komplexa talen betecknad {\displaystyle \sigma (T)}. Per definition gäller att {\displaystyle \lambda \not \in \sigma (T)} om och endast om {\displaystyle \lambda I-T} är inverterbar samt {\displaystyle (\lambda I-T)^{-1}} är en begränad operator på {\displaystyle X}.
Här betecknar {\displaystyle I} identitetsoperatorn på {\displaystyle X}.